# Kirihata-ji

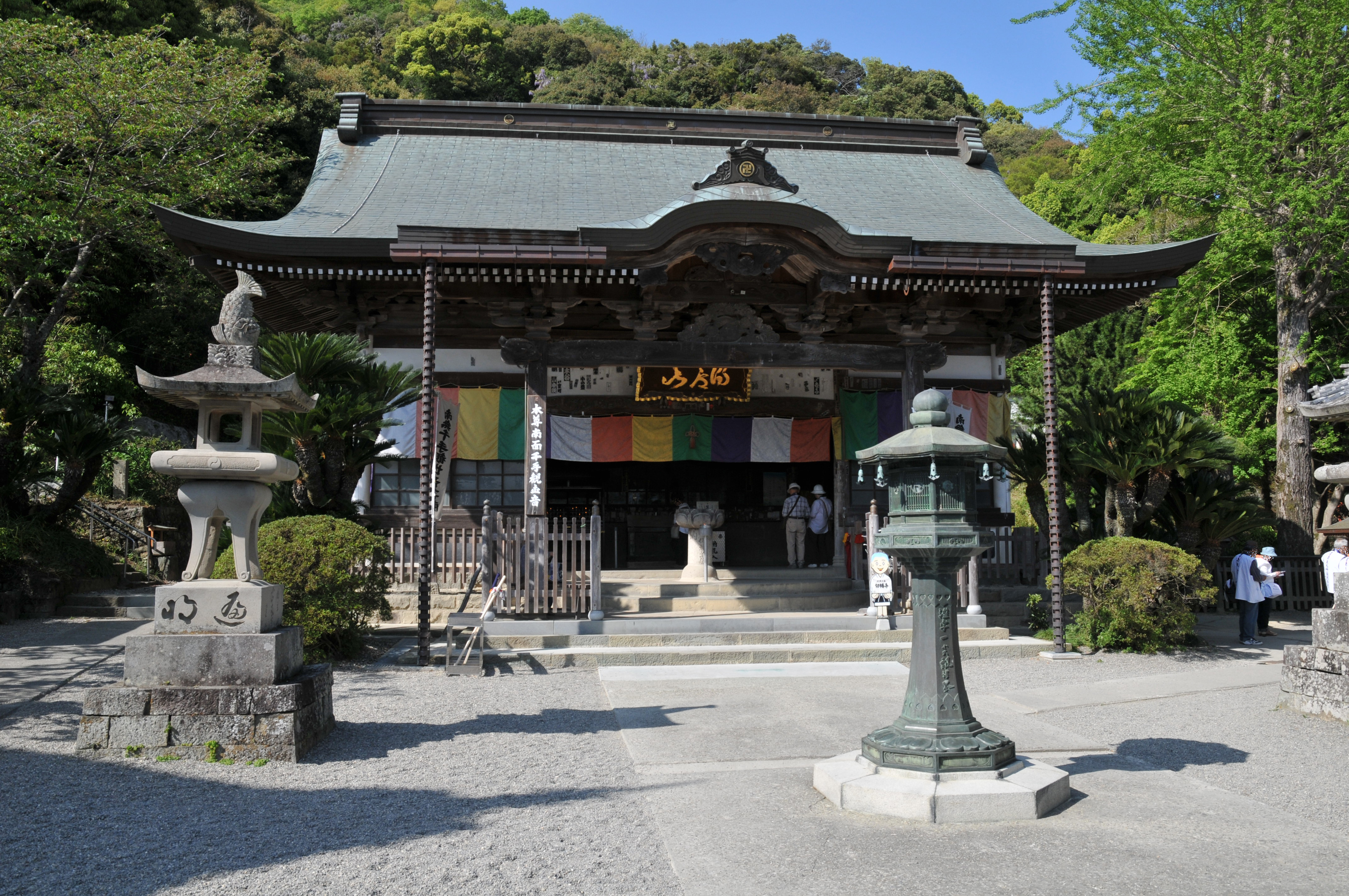
Haupthalle

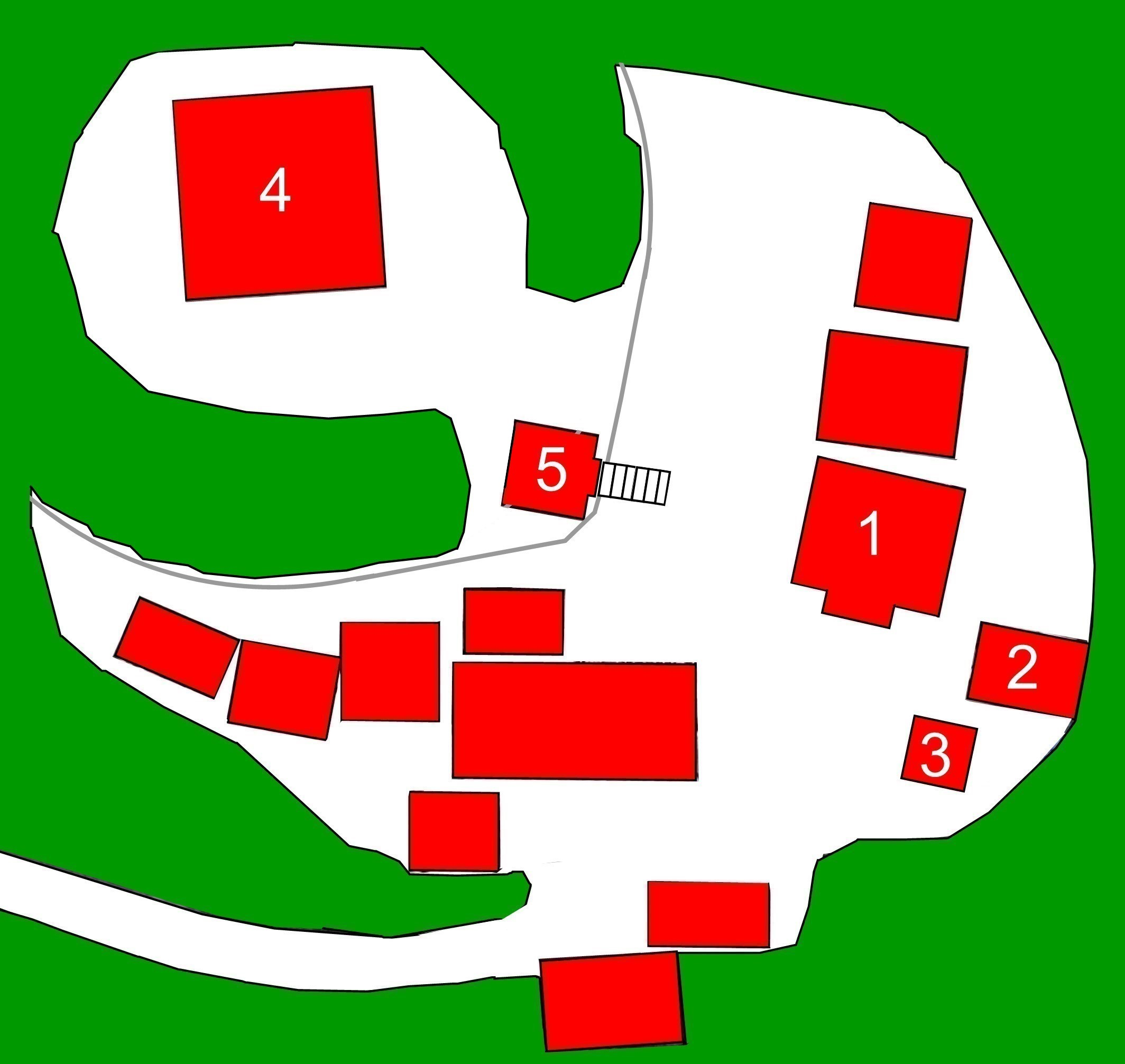
Plan der Tempelanlage

Der Kirihata-ji (japanisch 切幡寺) mit dem Go Tokudosan (得度山) in Awa (Präfektur Tokushima) ist ein Tempel, der zum Kogi-Zweigs (古義派) des Shingon-Buddhismus gehört. Er liegt auf halber Höhe am Kannonyama mit Blick über das Yoshino-Tal auf den Berg Koetsu. In der traditionellen Zählung ist er der zehnte Tempel des Shikoku-Pilgerwegs.

## Geschichte
Der Tempel soll im Jahr 815 (6. Jahr Kōnin) von Kūkai gegründet worden sein. Während der Zeit der Nord- und Südhöfe wurde auf Wunsch von Ashikaga Tadayoshi eine „Gnadenpagode“ (利生塔, Rishōtō) auf dem Tempelgelände errichtet. Für die Bauaufsicht konnte Priester Yūhan (宥範; 1270–1352) vom Zentsū-ji gewonnen werden. Es soll die zweite nach einer Gnadenpagode in Kioto gewesen sein.
Der Tempel gedieh unter den Hosokawa, wurde dann aber während der Tenshō-Ära (1573–1593) von Chōsokabe Motochikas Truppen zerstört, als dieser in die Provinz Awa einfiel. Der Tempel wurde wieder aufgebaut, fiel dann aber im Jahr 1900 einem Brand zum Opfer, bei dem die meisten Gebäude zerstört wurden. Danach wurde er zum dritten Mal nach und nach wieder aufgebaut.

## Anlage
Zum Tempelgelände auf 155 m über dem Meeresspiegel führt ein langer Anstieg. Dabei sind 333 Steinstufen zu bewältigen. Auf dem engen Gelände hat man dann die Haupthalle (本堂, Hondō; 1) vor sich. Rechts daneben befinden sich die Daishidō (大師堂; 2), also die Halle, die dem Tempelgründer gewidmet ist, und der Glockenturm (鐘楼, Shōrō; 3). Die höher gelegene Große Pagode (大塔, Daitō; 4) ist als Wichtiges Kulturgut registriert. Sie war ursprünglich als Westpagode für den von Toyotomi Hideyoshi gegründeten Sumiyoshitaishi-Jingūji (住吉大社神宮寺) in Osaka errichtet worden. 1607 wurden die ersten Säulen aufgerichtet, 1618 wurde die Pagode schließlich fertiggestellt.
Als in den Anfangsjahren der Meiji-Zeit die Trennung von Buddhismus und Shintoismus (Shinbutsu-Bunri) vorangetrieben wurde, führte das unter dem schärferen Motto „Haibutsu kishaku“ oft zum Abriss von Tempelgebäuden. Als davon auch die Gebetsstätte in Osaka betroffen war, erwarb der Kirihata-Tempel die Pagode als Ersatz für die verlorengegangene Gnadenpagode. 1873 begann der Umzug, 1882 war sie am neuen Ort fertiggestellt. Die Pagode ist zweistöckig ausgeführt. Gewöhnlich ist dann der obere Stock rund gestaltet, und das Ensemble wird Schatzpagode (多宝塔, Tahōtō) genannt. Hier ist auch der obere Stock eckig gestaltet, einmalig in ganz Japan.
Auf dem Weg zur Pagode passiert man einen kleinen Pavillon, der dem Fudōmyōō (不動堂; 5) gewidmet ist.

## Bilder

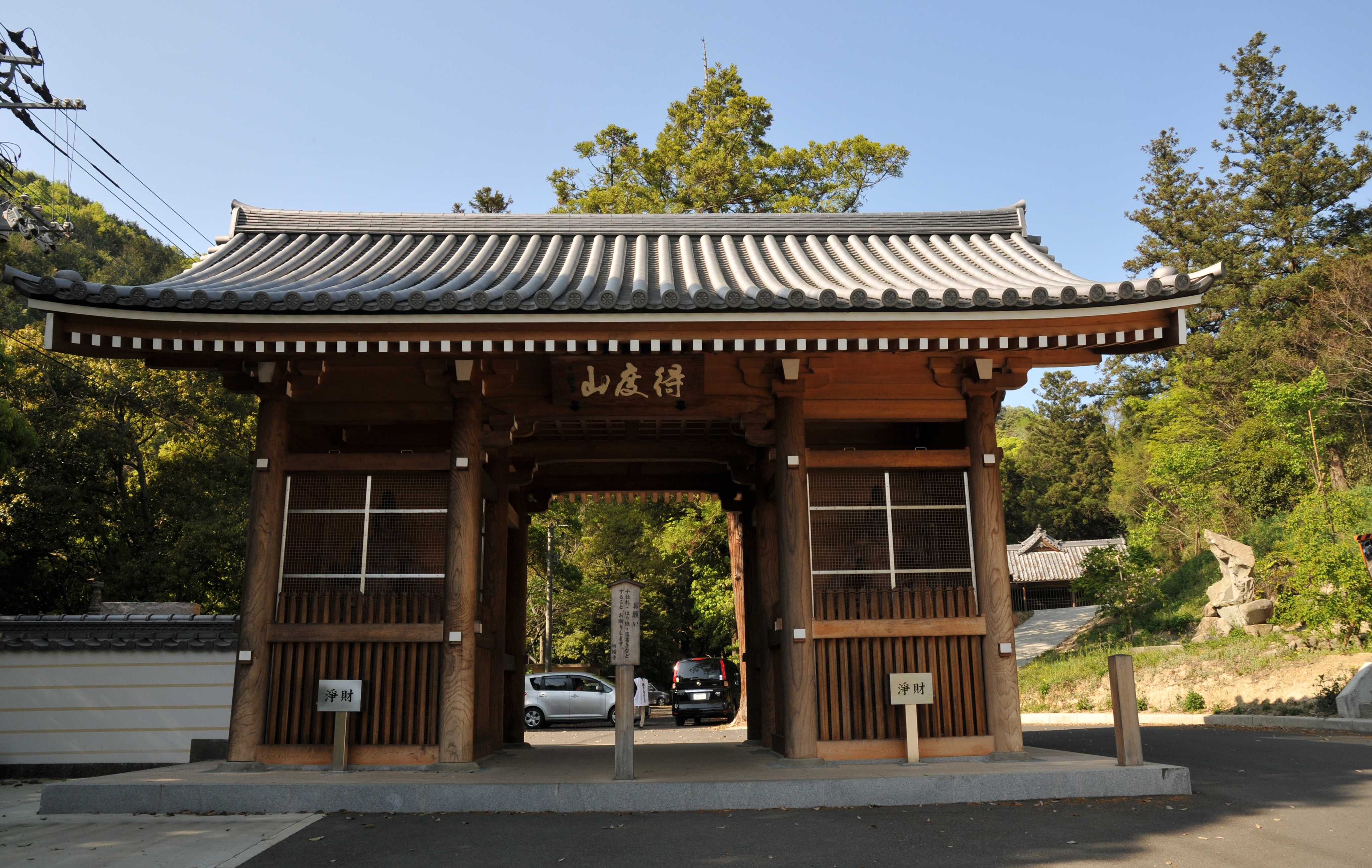
Tempeltor
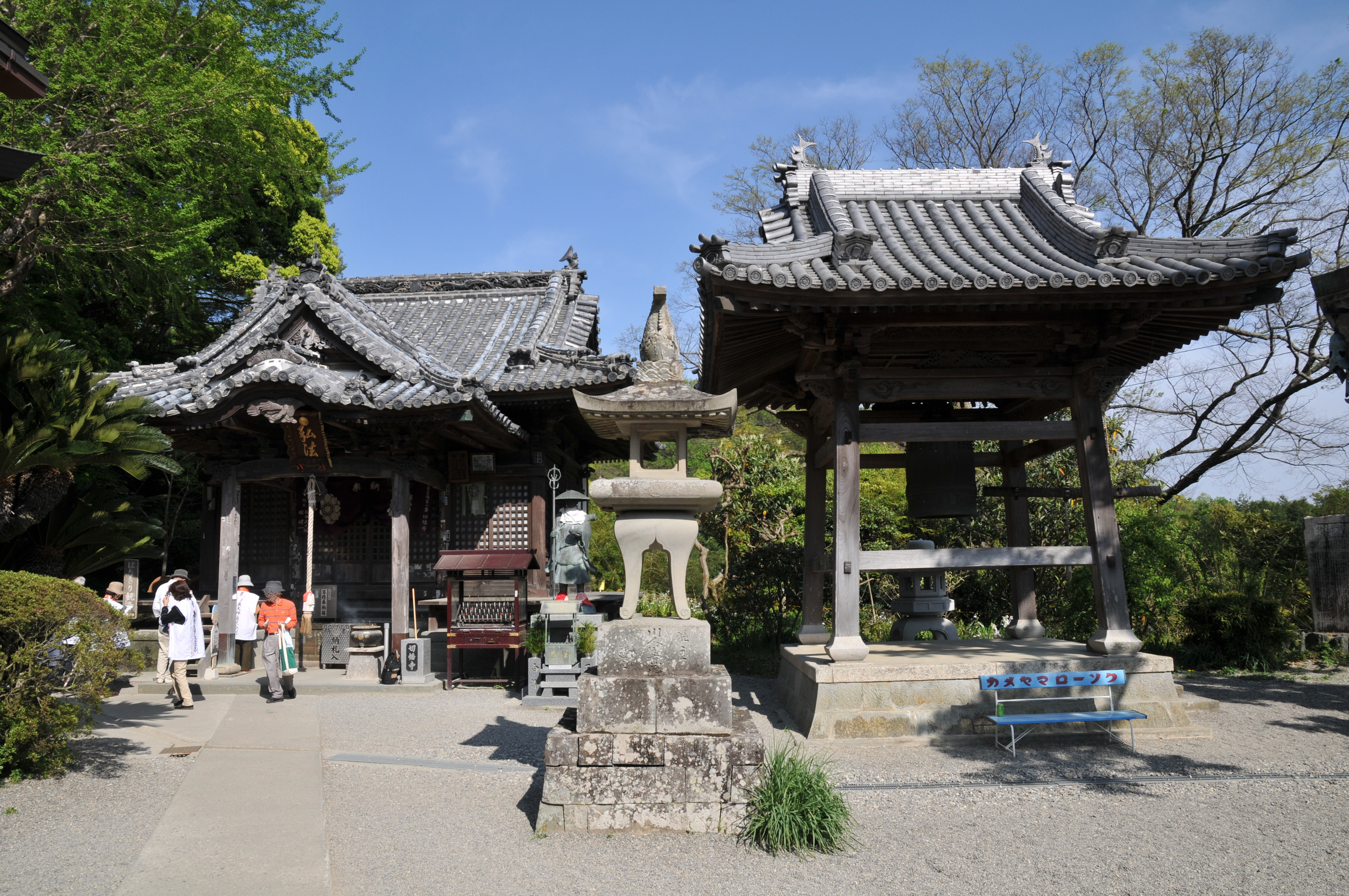
Daishidō und Glockenturm
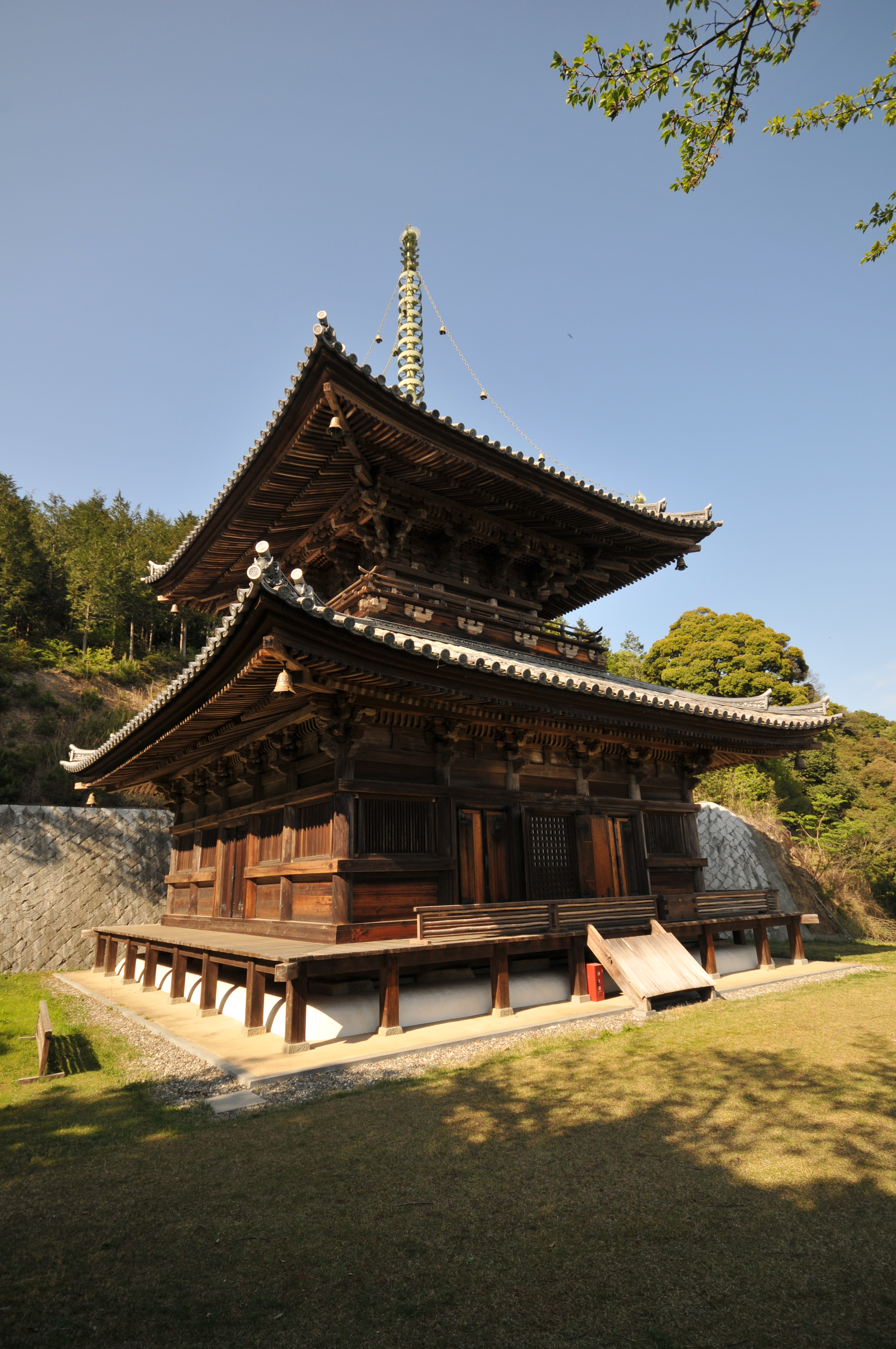
Große Pagode
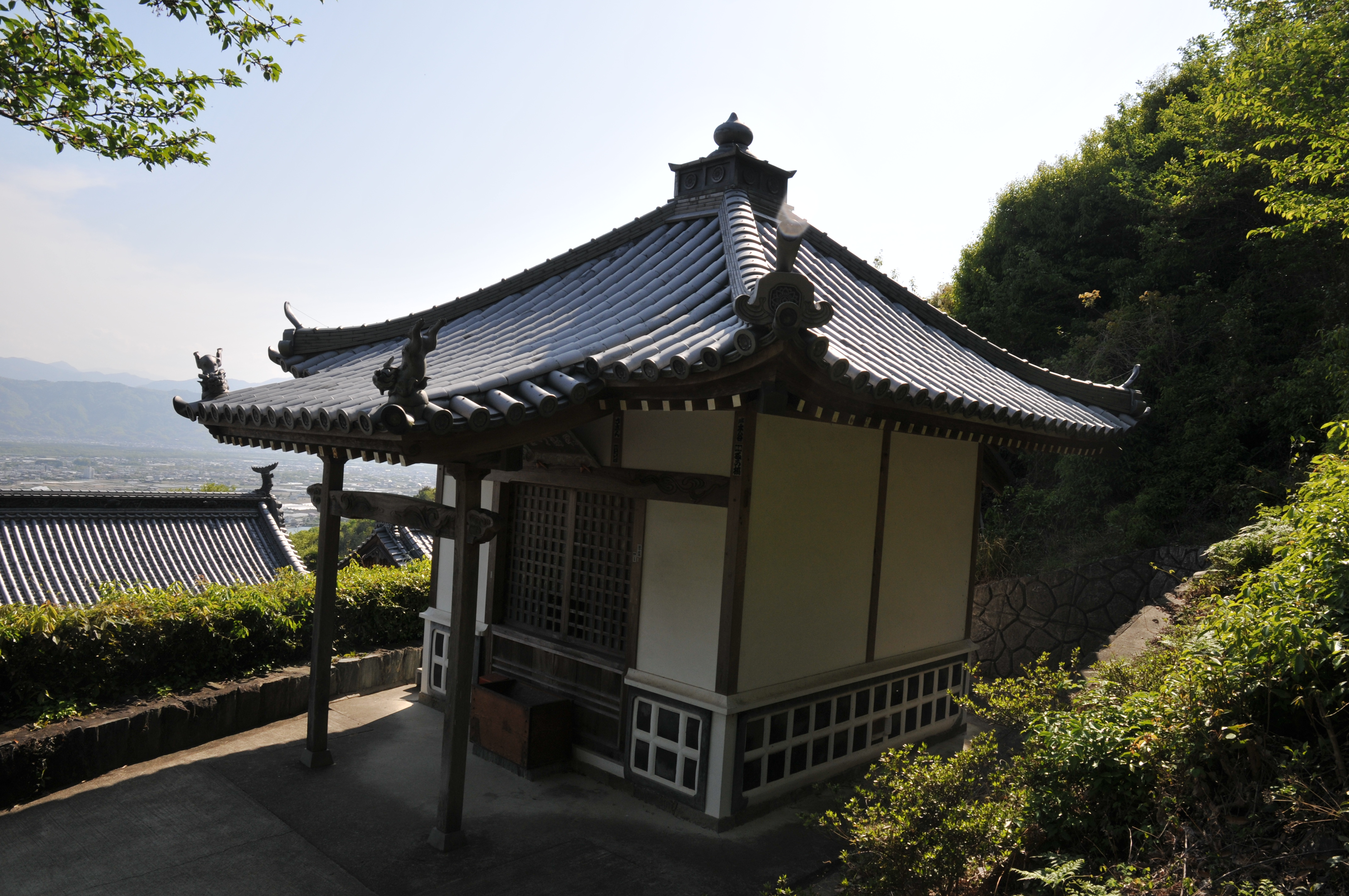
Fudō-Pavillon
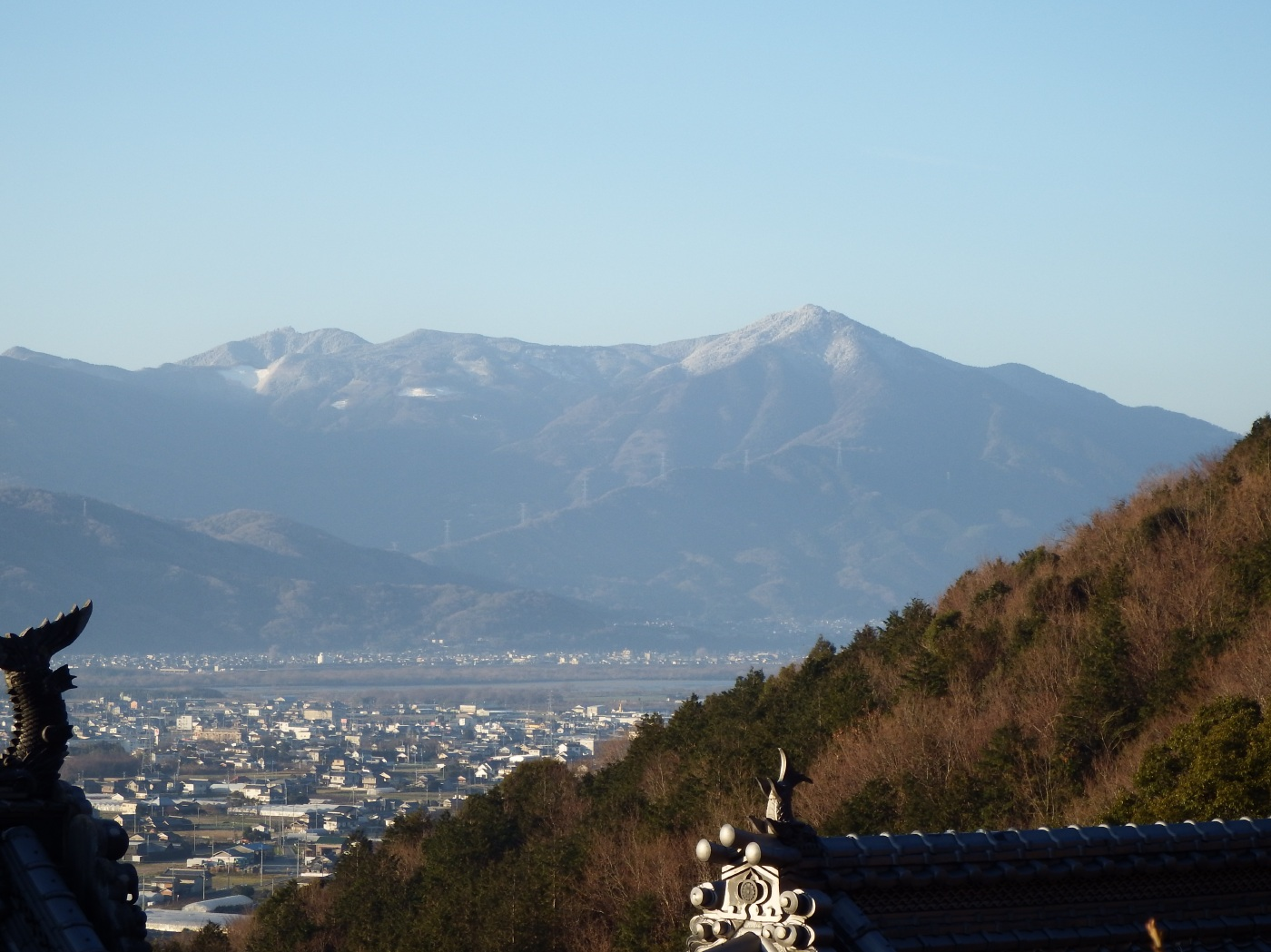
Blick zum Berg Koetsu